# Galeodes ruptor
Galeodes ruptor es una especie de arácnido  del orden Solifugae de la familia Galeodidae.

## Distribución geográfica
Se encuentra en Grecia y Turquía.